# Quai d'Anjou
Quai d'Anjou je nábřeží v Paříži. Nachází se ve 4. obvodu na ostrově svatého Ludvíka.

## Poloha
Nábřeží vede po severním okraji ostrova podél Seiny mezi mosty Sully a Marie. Začíná na severovýchodním okraji ostrova u křižovatky s ulicí Rue Saint-Louis-en-l'Île a končí na křižovatce s Rue des Deux-Ponts, odkud dále pokračuje Quai de Bourbon.

## Historie
Výstavba nábřeží začala v roce 1614 pod vedením architekta Christopha Marie v prostoru bývalého ostrova Vaches (dnes připojeném k ostrovu sv. Ludvíka) a dokončena v roce 1647.
Východní část nábřeží byla pojmenována Anjou na počest královské rodiny, především Gastona Orleánského, vévody z Anjou a bratra Ludvíka XIII. a západní část Alençon podle francouzského města. V roce 1780 byly obě části pojmenovány Quai d'Anjou. V roce 1792 bylo nábřeží přejmenováno na Quai de l'Union, ale v roce 1803 získalo zpět svůj původní název.

## Významné stavby
- Dům č. 1: Hôtel Lambert postavil architekt Louis Le Vau v roce 1640 pro Jeana Baptistu Lamberta. Po jeho smrti o čtyři roky později získal palác jeho bratr Nicolas Lambert de Thorigny, prezident účetní komory. V posledním patře se nachází pokoj Múz (chambre des Muses), odkud bylo 13 obrazů uloženo v Louvru. Palác byl v roce 1794 zkonfiskován a stal se vojenským skladištěm. V roce 1813 ho koupil Jean Pierre Bachasson, hrabě de Montalivet, ministr vnitra, později byl majitelem polský kníže Adam Jerzy Czartoryski.
- Dům č. 3: Hôtel Le Vau, palác si postavil architekt Louis Le Vau v roce 1640.
- Dům č. 5: Hôtel de Marigny, palác nechal postavit Abel-Francois Poisson Vandières, markýz de Marigny a bratr madame de Pompadour, dozorce královských staveb.
- Dům č. 9: bydlel zde Honoré Daumier.
- Dům č. 13: nechal postavit Louis Lambert de Thorigny, kapitán kavalérie. Nájemníky zde byli malíř Charles-François Daubigny (1817–1878), sochař Adolphe-Victor Geoffroy-Dechaume (1816–1892) nebo malíř Pierre Prévost (1764–1823).
- Dům č. 15: zde žil Paul Cézanne. Charles Baudelaire zde bydlel od června do září 1843.
- Dům č. 17: Hôtel de Lauzun je chráněn jako historická památka. Na nádvoří mezi okny v druhém patře jsou sluneční hodiny. Výstavbu zahájil v roce 1656 architekt Le Vau pro finančníka Gruÿna des Bordes, palác koupil v roce 1682 vévoda de Lauzun. V roce 1806 se zde narodil spisovatel Roger de Beauvoir (1806–1886). Od října 1843 do září 1845 zde bydlel Charles Baudelaire, žil zde i Théophile Gautier. Od roku 1928 je palác v majetku města Paříže.
- Dům č. 19: Hôtel Méliand
- Domy č. 23–25: původně čtyři paláce postavené na pilotech.
- Dům č. 39: Théâtre de l'Île Saint-Louis, jedno z nejmenších divadel v Paříži (50 míst), kdysi zde bývala dívčí škola.